# Hans von Dieskau (Amtmann)
Hans von Dieskau, zeitgenössisch meist von Dießkau, († nach 1598) war ein kursächsischer Amtmann sowie Rittergutsbesitzer.

## Leben
Hans war Angehöriger des sächsischen Adelsgeschlechts von Dieskau und war der Sohn von Otto von Dieskau (d. Ä.) und Magdalena geborene von Techwitz. Sein Vater verstarb an den Verletzungen, die er in der Schlacht bei Sievershausen 1553 erlitten hatte. 
Durch den Tod des gleichnamigen Onkels Otto von Dieskau ohne männliche Lehnserben gelangte Hans von Dieskau frühzeitig gemeinsam mit seinem Bruder Otto von Dieskau zu umfangreichem Besitz. Gemeinsam mit Otto erhielt er durch Losentscheid aus der Erbmasse des Onkels spätestens 1586 das Gut Glesien. Er zahlte seinen auf Finsterwalde sitzenden Bruder aus. Außerdem war Hans von Dieskau seit 1570 der Besitzer von Altdöbern. 1587 kaufte er von seinem Bruder Otto von Dieskau dessen Thalgüter in der Stadt Halle (Saale). Damit übernahm er sich jedoch finanziell. Die Schulden mehrten sich, so dass er sich gezwungen sah, im gleichen Jahr 1587 zuerst Altdöbern an seinen Bruder Otto von Dieskau und 1592 auch noch das Rittergut Glesien an Georg von Kommerstädt zu verkaufen.
1592 wird Hans von Dieskau als kurfürstlich-sächsischer Amtmann in Lützen im Hochstift Merseburg bezeichnet. Er war für die Verwaltung des Amtes Lützen im Auftrag des Kurfürsten von Sachsen zuständig. Ihm unterstand die Finanz- und Justizverwaltung.
Im Jahre 1598 war Hans von Dieskau noch am Leben, denn er wurde in jenem Jahr als Mitbelehnter an den hinterlassenen Gütern seines verstorbenen Bruders Otto von Dieskau eingesetzt. Für den Fall, dass seine drei Neffen ohne Nachkommen gestorben wären, wären die beiden Güter Finsterwalde und Glesien an ihn fallen.

## Familie
Hans von Dieskau war mit Sibille geborene Schlegel († 1621) verheiratet.